# دبیرستان گالاتاسرای
دبیرستان گالاتاسرای (به ترکی عثمانی: مکتب سلطانی به فرانسوی: Lycée de Galatasaray), یکی از دبیرستان‌های ترکیه واقع شده در استانبول که به وسیلهٔ بایزید دوم امپراتور عثمانی در سال ۱۴۸۱ احداث شده است. زبان آموزشی این مدرسه فرانسوی است.

## دانش‌آموختگان سرشناس
- زوگ اول آلبانی
- اسحاق بن زوی
- ناظم حکمت
- اوکان بایولگن
- جاندان ارچتین
- باریش مانچو
- محمدعلی العابد
- مصطفی صبحی
- احمد رضا بیک